# Канашский автоагрегатный завод
Канашский автоагрегатный завод (КААЗ) — советское и российское машиностроительное предприятие, которое располагается в городе Канаш (Чувашская Республика).

## История
Предприятие основано в 1944 году и стало выпускать компоненты для автобусов. В 1970-х годах завод начал интенсивно развиваться, выпуская тормозные узлы, колёсно-ступичные узлы, прицепы, полуприцепы. В 1990-х годах стал выпускать оси для автобусов, задние мосты автобусов, а несколько позже был освоен выпуск ведущих мостов для экскаваторов.
С 2000 года завод начал выпускать передние оси и мосты для автобусов малого класса ПАЗ-3205. Также стал выпускать лесовозные прицепы для заводов МАЗ и КрАЗ.
Входит в Группу ГАЗ.